# Lieselotte Holzmeister
Lieselotte Holzmeister, geb. Ohnsorge (* 8. Februar 1921 in Iserlohn; † 29. Juni 1994 in Salzburg, Österreich) war eine deutsche Verlegerin und Politikerin (CDU).

## Leben und Beruf

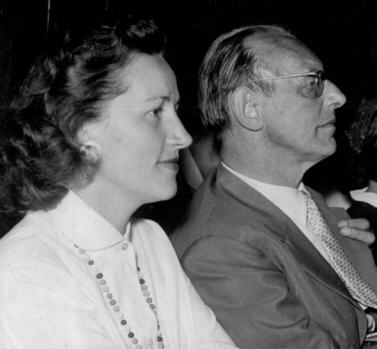
Lieselotte Holzmeister neben Carl Orff auf der Fidula-Tagung in Salzburg (1956)

Lieselotte Holzmeister absolvierte nach dem Abitur 1940 an der Königin-Luise-Schule in Düsseldorf eine kaufmännische Lehre in Prag und arbeitete dort als Sekretärin. Sie wurde im Mai 1945 interniert und im August des gleichen Jahres aus der Tschechoslowakei ausgewiesen. Anschließend siedelte sie als Heimatvertriebene nach Westdeutschland über und ließ sich 1946 in Stuttgart nieder. Zusammen mit ihrem Ehemann Johannes Holzmeister, den sie 1944 geheiratet hatte, gründete sie 1948 den Fidula-Verlag für Jugend- und Schulmusik. Dabei unterstützte sie ihren Mann mit eigenen Texten zu Liedkompositionen und Übersetzungen von Volks- und Kinderliedern vorrangig aus Frankreich (z. B. Miau miau) und anderen Ländern Europas. Von 1958 bis 1977 lebte sie in Boppard, danach bis zu ihrem Tode in Salzburg.

## Partei
Holzmeister trat 1960 in die CDU ein und war Gründerin sowie Vorsitzende der Frauenvereinigung im Landkreis Sankt Goar.

## Abgeordnete
Holzmeister war von 1960 bis 1975 Ratsmitglied der Stadt Boppard. Dem Deutschen Bundestag gehörte sie vom 5. Februar 1968, als sie für den verstorbenen Abgeordneten Paul Gibbert nachrückte, bis 1969 an. Sie war über die Landesliste Rheinland-Pfalz ins Parlament eingezogen.